# Cosmoscarta bruneoscutellata
Cosmoscarta bruneoscutellata är en insektsart som beskrevs av Victor Lallemand 1927. Cosmoscarta bruneoscutellata ingår i släktet Cosmoscarta och familjen spottstritar. Inga underarter finns listade i Catalogue of Life.